# Tabanus guyanensis
Tabanus guyanensis är en tvåvingeart som beskrevs av Macquart 1846. Tabanus guyanensis ingår i släktet Tabanus och familjen bromsar. Inga underarter finns listade i Catalogue of Life.